# Pepê (futebolista, 1998)
João Pedro Vilardi Pinto, mais conhecido como Pepê (Rio de Janeiro, 6 de janeiro de 1998), é um futebolista brasileiro que atua como meia-central. Atualmente, joga pelo Vitória.

## Carreira

### Flamengo
Pepê chegou ao Flamengo com apenas 10 anos de idade e, em 2018, fez sua estréia no time principal do clube marcando o gol da vitória sobre o Volta Redonda, em partida válida pelo Campeonato Carioca daquele ano.

### Portimonense
Em 14 de agosto de 2018, Pepê foi emprestado pelo Flamengo ao Portimonense. Ele estreou pelo clube português no empate de 1 a 1 com o Belenenses, em 3 de novembro do mesmo ano.

### Retorno ao Flamengo
Ao término do empréstimo com o Portimonense, em meados de 2019, Pepê retornou ao Flamengo e se sagrou campeão pelo clube da Copa Libertadores e do Campeonato Brasileiro em 2019. Na temporada seguinte, Pepê ganhou mais espaço com a chegada do treinador Rogério Ceni, que pediu sua renovação de contrato e o utilizou mais na campanha do bicampeonato do brasileiro, onde o meia marcou um gol na caminhada do título.
Pepê encerrou sua passagem pelo Malvadão, onde esteve no elenco que conquistou o Brasileirão de 2019 e 2020, Libertadores 2019, Supercopa de 2020 e 2021 e Recopa Sul-Americana 2020, além da Copa São Paulo Júnior de 2018, quando foi um dos destaques.

### Cuiabá
No dia 22 de abril de 2021, foi anunciado sua contratação pelo Cuiabá, assinando por 3 anos com clube mato-grossense e com o Flamengo mantendo 20% dos direitos do atleta para uma venda futura.
Pepê encerrou sua passagem pelo Dourado no fim da temporada 2022, onde no total, disputou 77 jogos e balançou a rede cinco vezes.

### Grêmio
No dia 6 de dezembro de 2022, o Grêmio anunciou a contratação de Pepê, por cerca de 1,5 milhões de reais. O contrato vai até 2025.
Em 2023, Pepê precisou lidar com algo novo na carreira: lesões. Foram três problemas musculares na coxa direita, todos no primeiro semestre. As adversidades não o abalaram. Enquanto esteve à disposição, Pepê mostrou qualidade nas 32 partidas que disputou.
Em 2024, No hepta do Grêmio Pepê 23 foi o jogador mais escalado pelo Tricolor no Gauchão e terminou a competição como líder de desarmes certos. Durante toda a carreira. Pepê jogou 15 partidas na campanha do título gremista, ele foi quem mais atuou ao lado de Villasanti. Foram também 22 desarmes corretos na competição, um a mais que o paraguaio. Porém Pepê perdeu espaço na temporada após boas atuações de Dodi e Villasanti, a torcida perdeu a paciência com ele em várias partidas. Com a camisa tricolor, ele atuou em 79 partidas, marcando três gols e contribuindo com três assistências.

## Estatísticas
Atualizado até 6 de fevereiro de 2024.

### Clubes
| Equipe            | Temporada         | Campeonato nacional | Campeonato nacional | Campeonato nacional | Copa nacional[a] | Copa nacional[a] | Copa nacional[a] | Competições continentais[b] | Competições continentais[b] | Competições continentais[b] | Outros torneios[c] | Outros torneios[c] | Outros torneios[c] | Total | Total | Total   |
| Equipe            | Temporada         | Jogos               | Gols                | Assist.             | Jogos            | Gols             | Assist.          | Jogos                       | Gols                        | Assist.                     | Jogos              | Gols               | Assist.            | Jogos | Gols  | Assist. |
| ----------------- | ----------------- | ------------------- | ------------------- | ------------------- | ---------------- | ---------------- | ---------------- | --------------------------- | --------------------------- | --------------------------- | ------------------ | ------------------ | ------------------ | ----- | ----- | ------- |
| Flamengo          | 2018              | —                   | —                   | —                   | —                | —                | —                | —                           | —                           | —                           | 3                  | 1                  | 0                  | 3     | 1     | 0       |
| Flamengo          | Total             | 0                   | 0                   | 0                   | 0                | 0                | 0                | 0                           | 0                           | 0                           | 3                  | 1                  | 0                  | 3     | 1     | 0       |
| Portimonense      | 2018–19           | 1                   | 0                   | 0                   | —                | —                | —                | —                           | —                           | —                           | —                  | —                  | —                  | 1     | 0     | 0       |
| Portimonense      | Total             | 1                   | 0                   | 0                   | 0                | 0                | 0                | 0                           | 0                           | 0                           | 0                  | 0                  | 0                  | 1     | 0     | 0       |
| Flamengo          | 2019              | 0                   | 0                   | 0                   | —                | —                | —                | 0                           | 0                           | 0                           | —                  | —                  | —                  | 0     | 0     | 0       |
| Flamengo          | 2020              | 11                  | 1                   | 0                   | 1                | 0                | 0                | 0                           | 0                           | 0                           | 4                  | 0                  | 0                  | 16    | 1     | 0       |
| Flamengo          | 2021              | 0                   | 0                   | 0                   | 0                | 0                | 0                | 0                           | 0                           | 0                           | 7                  | 0                  | 0                  | 7     | 0     | 0       |
| Flamengo          | Total             | 11                  | 1                   | 0                   | 1                | 0                | 0                | 0                           | 0                           | 0                           | 11                 | 0                  | 0                  | 23    | 1     | 0       |
| Cuiabá            | 2021              | 34                  | 3                   | 2                   | 0                | 0                | 0                | —                           | —                           | —                           | —                  | —                  | —                  | 34    | 3     | 2       |
| Cuiabá            | 2022              | 12                  | 0                   | 0                   | 3                | 0                | 0                | 3                           | 0                           | 0                           | 7                  | 1                  | 1                  | 25    | 1     | 1       |
| Cuiabá            | Total             | 55                  | 3                   | 2                   | 3                | 0                | 0                | 3                           | 0                           | 0                           | 7                  | 1                  | 1                  | 68    | 4     | 3       |
| Grêmio            | 2023              | 18                  | 1                   | 1                   | 4                | 0                | 0                | —                           | —                           | —                           | 10                 | 1                  | 1                  | 32    | 2     | 2       |
| Grêmio            | 2024              | 0                   | 0                   | 0                   | 0                | 0                | 0                | 0                           | 0                           | 0                           | 6                  | 0                  | 0                  | 6     | 0     | 0       |
| Grêmio            | Total             | 18                  | 1                   | 1                   | 4                | 0                | 0                | 0                           | 0                           | 0                           | 16                 | 1                  | 1                  | 38    | 2     | 2       |
| Total na carreira | Total na carreira | 85                  | 5                   | 3                   | 8                | 0                | 0                | 3                           | 0                           | 0                           | 37                 | 3                  | 2                  | 133   | 8     | 5       |

- a. ^ Jogos da Copa do Brasil
- b. ^ Jogos da Copa Libertadores da América
- c. ^ Jogos do Campeonato Carioca

## Títulos
Flamengo
- Taça Guanabara: 2020, 2021
- Campeonato Carioca: 2020 e 2021
- Copa Libertadores da América: 2019
- Campeonato Brasileiro: 2020
- Supercopa do Brasil: 2020 e 2021

Cuiabá
- Campeonato Mato-Grossense: 2022

Grêmio
- Recopa Gaúcha: 2023
- Campeonato Gaúcho: 2023[13] e 2024

### Prêmios individuais
- Seleção do Campeonato Gaúcho: 2023